# Biokrystalizacja
Biokrystalizacja – tworzenie się kryształów makromolekuł organicznych w organizmach żywych. Może stanowić odpowiedź na stres, część prawidłowo przebiegającego metabolizmu np. w procesach pozbywania się produktów przemiany materii bądź patologii. Ten sposób krystalizacji różni się jakościowo od krystalizacji in vitro. Inhibitory biokrystalizacji stanowią obiekt zainteresowania prac nad tworzeniem nowych leków przeciwko patogenom żywiących się krwią, jako że wiele z tych organizmów wykorzystuje ten proces do bezpiecznego dysponowania hemem.

## DNA
W pewnych warunkach stresowych bakterie Escherichia coli chronią swe DNA przed uszkodzeniem poprzez sekwestracje DNA w obrębie struktury krystalicznej. Proces ten mediowany jest poprzez białka odpowiedzi na stres Dps, pozwala on bakteriom na przetrwanie różnych zagrożeń, do których zalicza się stres oksydacyjny, szok cieplny, promieniowanie ultrafioletowe, promieniowanie gamma oraz ekstremalne wartości pH otoczenia.

## Hem

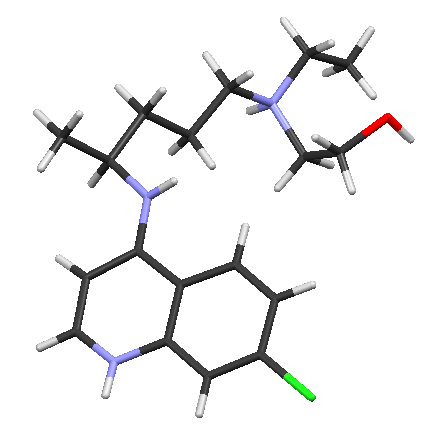
Chlorochina będąca inhibitorem biokrystalizacji została wprowadzona w Niemczech w latach trzydziestych XX wieku. Przez następne 20 lat określano ją "magic bullet".

Organizmy żywiące się krwią trawią hemoglobinę i wydalają duże ilości uwolnionego toksycznego hemu. Unikają zatrucia przez cząsteczki hemu, pasożyty takie biokrystalizują hem do formy zwanej hemozoiną. Dotychczas jedynym definitywnie scharakteryzowanym produktem przekształcania hematyny jest barwnik hemozoina. Substancja ta nie jest z definicji minerałem i dlatego nie tworzy się na drodze biomineralizacji. Biokrystalizacja hemu odkryta została u organizmów żywiących się krwią o dużym znaczeniu dla medycyny. Zaliczją się do nich Plasmodium, Rhodnius i Schistosoma. Biokrystalizacja hemu hamowana jest przez chinolinowe leki przeciwmalaryczne, do których zaliczana jest chlorochina.

## Tworzenie się kamieni
Tworzenie się kamieni stanowi problem dla zdrowia człowieka. Kamienie mogą tworzyć się zarówno w drogach moczowych (kamienie moczowe), jak i w układzie pokarmowym (kamienie żółciowe). Tworzenie się kamieni ma związek z formowaniem kryształów. Może przebiegać w stawach na przykład w przebiegu dny moczanowej czy też w trzewiach.